# Asociación Nacional de Empleados Municipales de Chile
La Asociación Nacional de Empleados Municipales de Chile, ASEMUCH, antecesora legal de la actual Confederación Nacional de Funcionarios Municipales de Chile, fue una institución que agrupó a los empleados de los municipios (excluyendo a los obreros, quienes integraban la Unión de Obreros Municipales) y que se constituyó el 15 de diciembre de 1946 en Viña del Mar.
Su primer presidente fue Armando Verdugo. Le siguieron  Héctor Soriano, radical; Vicente Adrián; Roberto Gundelach; Hernán Morales Garfias (1959-1961), socialista; Ernesto Flores Castro (1961-) y Lincoyán Berríos Cataldo (1970-1973), comunista.
En 1948, se integró a la Junta Nacional de Empleados de Chile (JUNECH), presidida por Clotario Blest, como parte de un proceso de unidad que aglutinó a gran parte de los empleados (particulares, fiscales y semifiscales). Por entonces, el directorio nacional de la ASEMUCH, presidido por Héctor Soriano, estaba compuesto por cinco radicales, tres liberales, un conservador tradicionalista y dos apolíticos. En total, la institución representaba a los 5 mil empleados municipales del país.
Estuvo afiliada a la Central Única de Trabajadores de Chile hasta 1973, cuando ésta fue disuelta. El Golpe de Estado de ese año significó el asesinato de su presidente nacional, Lincoyán Berríos (en 1976), la intervención de la institución y la designación de sus dirigentes. Entre 1974 y 1991, su presidente nacional fue René Sottolichio Poblete.
En marzo de 1996, se reformaron y adecuaron los estatutos de la ASEMUCH a la Ley N° 19.296, pasando la Asociación a denominarse en lo sucesivo Confederación Nacional de Funcionarios Municipales de Chile, manteniendo su sigla ASEMUCH (R.A.F 93.01.92).